# Julián de Bolívar
Julián de Bolívar fou un militar espanyol amb rang de coronel, procedent d'Anglaterra i reclutat per l'exèrcit d'aquest país el 1806, que lluità en la Guerra del Francès. Fou comandant en cap (tinent de rei) de la defensa de la ciutat de Girona durant els setges de Girona de 1808. Fou president de la Junta de Guerra de la ciutat, substituint en el càrrec de governador el general Mendoza.